# Río Monardilla
El río Monardilla es un río del sur de la península ibérica perteneciente a la demarcación hidrográfica de las Cuencas Mediterráneas de Andalucía, que discurre en su totalidad por el territorio del centro-oeste de la provincia de Málaga (España). 

## Curso
El río Monardilla nace en Sierra Bermeja, dentro del término municipal de Jubrique, término donde también se encuentra su desembocadura en la margen derecha del río Genal, tras un recorrido en dirección este-oeste a través de un profundo valle. Recibe aportes de los arroyos Monarda y Aguzaderas entre otros. 